# Mazowieckie Forum Samorządowe
Mazowieckie Forum Samorządowe (MFS) – coroczne forum samorządowe organizowane od 2002 przez Mazowiecki Urząd Wojewódzki i Sejmik Województwa Mazowieckiego.

## Tematy przewodnie
- I MFS (2002): (?); patron (?)
- II MFS (2003): "Modernizacja polskiej wsi w świetle przystąpienia Polski do UE"; patron: przewodniczący sejmowej Komisji Europejskiej Józef Oleksy
- III MFS (2004): "Zadania administracji państwowej i samorządowej w realizacji programu ochrony środowiska po wstąpieniu Polski do UE"; patron: Marszałek Sejmu RP Józef Oleksy
- IV MFS (2005): "Zadania administracji państwowej i samorządowej w realizacji programu ochrony zdrowia i ratownictwa medycznego"; patron: Marszałek Sejmu RP Włodzimierz Cimoszewicz
- V MFS (2006): "Finansowanie rozwoju regionalnego 2007–2013"; patron: Marszałek Sejmu RP Marek Jurek
- VI MFS (2007): "Rozwój infrastruktury szansą dla Mazowsza"; patron: Marszałek Sejmu RP Marek Jurek
- VII MFS (2008): "Rozwój, promocja i finansowanie turystyki na Mazowszu"; patron: Marszałek Sejmu RP Bronisław Komorowski
- VIII MFS (2009): "Zadania administracji państwowej i samorządowej oraz placówek kultury w finansowaniu i promocji atrakcji kulturalnych województwa mazowieckiego w ramach obchodów Roku Chopinowskiego 2010"; patron: Marszałek Sejmu RP Bronisław Komorowski